# Derek Bromhall
J. Derek Bromhall (* 27. März 1929 in Walsall; † Mai 2021 in Oxford) war ein britischer Zoologe, Genforscher und Dokumentarfilmer. 

## Leben
Derek Bromhall war zunächst Dozent für Forstwissenschaft und dann Zoologie am Balliol College der Universität Oxford. Hiernach lehrte er Fischereiwesen an der Universität Hongkong, um dann dreizehn Jahre die Fischereiforschungsstation in Hongkong zu leiten. Hiernach beantragte er ein Forschungsstipendium für Genforschung am Balliol College. Er befasste sich dann neun Jahre mit den Möglichkeiten des Klonens bei Säugetieren.
1975 erkannte Derek Bromhall nach Versuchen mit Kaninchenembryonen, dass ein Klonen jenseits des Stadiums der Morula bei Mehrzellern nicht mehr möglich ist und schuf die ersten geklonten Säugetierembryonen. 1978 verklagte Bromhall einen Sachbuchautoren, der behauptet hatte, dass ein reicher Mann sich einen Sohn geklont habe, und dessen Verlag vor einen Bundesgericht in Pennsylvania. Der Autor habe ihn verleumdet, indem er Bromhalls Forschung falsch dargestellt habe. Der Rechtstreit endete 1982 mit einem Vergleich und der Entschuldigung des Verlages.
Seine Dokumentarfilmkarriere begann Bromhall 1976, als er die Mauerseglerkolonie im Turm des Oxford University Museum of Natural History für den Film Devil Birds filmte. Der Film wurde beim World Wildlife Filmfestival ausgezeichnet und 1980 im britischen Fernsehen ausgestrahlt. Für den Film Kitum – the Elephant Cave (1984) filmte er drei Monate im kenianisch-ugandischen Grenzgebiet. 1986 produzierte Bromhall The Agony and the Ecstasy über Unfruchtbarkeit bei Menschen und 1990 Journey Into Life: The World of the Unborn über menschliche Embryonalentwicklung. Journey into Life: The World of the Unborn wurde für die Oscarverleihung 1991 für den Oscar für den besten Dokumentar-Kurzfilm nominiert.

## Veröffentlichungen
- Andrew John Lack, Roy Overall, Derek Bromhall: The Museum Swifts, Oxford University Museum Of Natural History, ISBN 978-0-9542726-0-9
- Derek Bromhall: Devil Birds: the life of the Swift, Hutchinson, London, 1980